# Eileen Dennes
Eileen Dennes (1 de fevereiro de 1898 – ?) foi uma atriz irlandesa de cinema mudo. Ela nasceu em Dublin, na Irlanda.

## Filmografia selecionada
- The Forest on the Hill (1919)
- Alf's Button (1920)
- John Forrest Finds Himself (1920)
- Tansy (1921)
- Mr. Justice Raffles (1921)
- Strangling Threads (1923)
- The Squire of Long Hadley (1925)